# Agrotis
Genre
Agrotis est un genre de lépidoptères (papillons) nocturnes de la famille des Noctuidae, de la sous-famille des Noctuinae.

## Liste des espèces
- Agrotis aeneipennis Grote, 1876.
- Agrotis alexandriensis Baker, 1894.
- Agrotis apicalis Herrich-Schäffer, 1868.
- Agrotis atha Strecker, 1898.
- Agrotis biconica Kollar, 1844.
- Agrotis buchholzi (Barnes et Benjamin, 1929).
- Agrotis carolina Schweitzer et McCabe, 2004.
- Agrotis characteristica Alphéraky, 1892.
- Agrotis chretieni (Dumont, 1903).
- Agrotis cinerea (Denis et Schiffermüller, 1775).
- Agrotis clavis (Hufnagel, 1766).
- Agrotis crassa Hübner, 1803.
- Agrotis daedalus (Smith, 1890).
- Agrotis desertorum Boisduval, 1840.
- Agrotis dolli Grote, 1882.
- Agrotis emboloma (Lower, 1918).
- Agrotis endogaea Boisduval, 1837.
- Agrotis exclamationis (Linnaeus, 1758) — Double tache ou Point d'exclamation.
- Agrotis fatidica (Hübner, 1824).
- Agrotis gladiaria Morrison, 1875.
- Agrotis graslini Rambur, 1848.
- Agrotis gravis Grote, 1874.
- Agrotis haesitans Walker, 1857.
- Agrotis haifae Staudinger, 1897.
- Agrotis herzogi Rebel, 1911.
- Agrotis incognita Staudinger, 1888.
- Agrotis infusa (Boisduval, 1832) — Bogong en Australie.
- Agrotis interjectionis Guenée, 1852.
- Agrotis ipsilon (Hufnagel, 1766) — Noctuelle baignée.
- Agrotis iremeli Nupponen, Ahola et Kullberg, 2001.
- Agrotis kinabaluensis Holloway, 1976.
- Agrotis kingi McDunnough, 1932.
- Agrotis lata Treitschke, 1835.
- Agrotis laysanensis Rothschild, 1894. (espèce éteinte)
- Agrotis luehri Mentzer et Moberg, 1987.
- Agrotis magnipunctata Prout.
- Agrotis malefida Guenée, 1852.
- Agrotis manifesta Morrison, 1875.
- Agrotis militaris Staudinger, 1888.
- Agrotis mollis Walker, 1857.
- Agrotis munda Walker, 1857.
- Agrotis musa (Smith, 1910).
- Agrotis obesa Boisduval, 1829.
- Agrotis obliqua (Smith, 1903).
- Agrotis orthogonia Morrison, 1876.
- Agrotis orthogonoides McDunnough, 1946.
- Agrotis patricei (Viette, 1959).
- Agrotis poliophaea Turner, 1926.
- Agrotis poliotis (Hampson, 1903).
- Agrotis porphyricollis Guenée, 1852.
- Agrotis puta (Hübner, 1803).
- Agrotis radians Guenée, 1852.
- Agrotis repleta Walker, 1857.
- Agrotis ripae Hübner, 1823.
- Agrotis robustior (Smith, 1899).
- Agrotis ruta (Eversmann, 1851).
- Agrotis sabulosa Rambur, 1839.
- Agrotis sardzeana Brandt, 1941.
- Agrotis schawerdai Bytinski-Salz, 1937.
- Agrotis segetum (Denis et Schiffermüller, 1775) — Noctuelle des moissons.
- Agrotis sesamioides (Rebel, 1907).
- Agrotis simplonia (Geyer, 1832).
- Agrotis stigmosa Morrison, 1875.
- Agrotis subterranea (Fabricius, 1794).
- Agrotis syricola Corti et Draudt, 1933.
- Agrotis trifurca Eversmann, 1837.
- Agrotis trifurcula Staudinger, 1892.
- Agrotis trux (Hübner, 1824).
- Agrotis turatii Standfuss, 1888.
- Agrotis vancouverensis Grote, 1873.
- Agrotis venerabilis Walker, 1857.
- Agrotis vestigialis (Hufnagel, 1766).
- Agrotis vetusta (Walker, 1865).
- Agrotis villosus (Alphéraky, 1887).
- Agrotis volubilis Harvey, 1874.
- Agrotis yelai Fibiger, 1990.